# Durham Challenge Cup
Durham Challenge Cup conocido a menudo como Durham County Challenge Cup es un torneo inglés que se disputa anualmente. Participan los clubes que forman parte de la Durham County Football Association, organismo rector del fútbol en el condado de Durham. Se jugó por primera vez en 1884.
Esta competición incluye el condado de Durham, Darlington, Gateshead, Hartlepool, South Tyneside, Stockton-on-Tees y Sunderland. El primer vencedor del torneo fue Sunderland, en 1884.

## Historial
Campeones:
| 1884 | Sunderland                       | 1928 | Sunderland ‘A’             | 1973 | Spennymoor                | 2013 | Bishop Auckland |
| 1885 | Darlington                       | 1929 | Sunderland ‘A’             | 1974 | Spennymoor United         | 2014 | Shildon AFC     |
| 1886 | Bishop Auckland Church Institute | 1930 | Spennymoor United          | 1975 | Spennymoor United]        | 2015 | Shildon AFC     |
| 1887 | Sunderland                       | 1931 | Bishop Auckland            | 1976 | Spennymoor United         |      |                 |
| 1888 | Sunderland                       | 1932 | Crook Town                 | 1977 | South Shields             |      |                 |
| 1889 | Sunderland Albion                | 1933 | Jarrow                     | 1978 | Ryhope                    |      |                 |
| 1890 | Sunderland                       | 1934 | Jarrow                     | 1979 | Spennymoor United         |      |                 |
| 1891 | Darlington                       | 1935 | Stockton                   | 1980 | Seaham Red Star           |      |                 |
| 1892 | Bishop Auckland                  | 1936 | Horden Colliery Welfare    | 1981 | Horden Colliery Welfare   |      |                 |
| 1893 | Darlington                       | 1937 | South Shields              | 1982 | Horden Colliery Welfare   |      |                 |
| 1894 | Sunderland ‘A’                   | 1938 | South Shields              | 1983 | Spennymoor United         |      |                 |
| 1895 | Stockton                         | 1939 | Bishop Auckland            | 1984 | Counden TT                |      |                 |
| 1896 | Tow Law                          | 1940 | Blackhall Colliery Welfare | 1985 | Bishop Auckland           |      |                 |
| 1897 | Darlington                       | 1946 | Spennymoor United          | 1986 | Bishop Auckland           |      |                 |
| 1898 | Stockton                         | 1947 | Blackhall Colliery Welfare | 1987 | Counden TT                |      |                 |
| 1899 | Bishop Auckland                  | 1948 | Consett                    | 1988 | Bishop Auckland           |      |                 |
| 1900 | Jarrow                           | 1949 | South Shields              | 1989 | Billingham Synthonia      |      |                 |
| 1901 | Sunderland ‘A’                   | 1950 | Consett                    | 1990 | Eppleton Colliery Welfare |      |                 |
| 1902 | Sunderland ‘A’                   | 1951 | Stockton                   | 1991 | Billingham Synthonia      |      |                 |
| 1903 | Sunderland ‘A’                   | 1952 | Bishop Auckland            | 1992 | Hebburn                   |      |                 |
| 1904 | Sunderland ‘A’                   | 1953 | Annfield Plain             | 1993 | Murton                    |      |                 |
| 1905 | Leadgate Park                    | 1954 | Spennymoor United          | 1994 | Spennymoor United         |      |                 |
| 1906 | Sunderland ‘A’                   | 1955 | Crook Town                 | 1995 | Spennymoor United         |      |                 |
| 1907 | Sunderland ‘A’                   | 1956 | Bishop Auckland            | 1996 | Spennymoor United         |      |                 |
| 1908 | Shildon Athletic                 | 1957 | Hartlepools United         | 1997 | Spennymoor United         |      |                 |
| 1909 | Hartlepools United               | 1958 | Hartlepools United         | 1998 | Bishop Auckland           |      |                 |
| 1910 | Hartlepools United               | 1959 | Consett                    | 1999 | Bishop Auckland           |      |                 |
| 1911 | South Shields                    | 1960 | Crook Town                 | 2000 | Darlington Reserves       |      |                 |
| 1912 | Sunderland ‘A’                   | 1961 | Consett                    | 2001 | Bishop Auckland           |      |                 |
| 1913 | Sunderland ‘A’                   | 1962 | Bishop Auckland            | 2002 | Bishop Auckland           |      |                 |
| 1914 | South Shields                    | 1963 | Spennymoor United          | 2003 | Horden Colliery Welfare   |      |                 |
| 1919 | Sunderland ‘A’                   | 1964 | Horden Colliery Welfare    | 2004 | Billingham Town           |      |                 |
| 1920 | Darlington                       | 1965 | West Auckland Town         | 2005 | Hartlepool United         |      |                 |
| 1921 | Leadgate Park                    | 1966 | Sunderland Reserves        | 2006 | Whickham                  |      |                 |
| 1922 | Sunderland ‘A’                   | 1967 | Bishop Auckland            | 2007 | Consett                   |      |                 |
| 1923 | Sunderland ‘A’                   | 1968 | Spennymoor United          | 2008 | Sunderland Reserves       |      |                 |
| 1924 | Ferryhill Athletic               | 1969 | Consett                    | 2009 | Billingham Synthonia      |      |                 |
| 1925 | Sunderland ‘A’                   | 1970 | Evenwood Town              | 2010 | Billingham Synthonia      |      |                 |
| 1926 | Shildon                          | 1971 | Ferryhill Athletic         | 2011 | Gateshead Reserves        |      |                 |
| 1927 | Crook Town                       | 1972 | Shildon                    | 2012 | Spennymoor Town           |      |                 |